# Der Regen
Der Regen (Originaltitel: One Rainy Night) ist ein Horrorroman des US-amerikanischen Schriftstellers Richard Laymon. Die englischsprachige Originalversion erschien 1991 in den Vereinigten Staaten von Amerika unter dem Titel One Rainy Night. Die deutsche Übersetzung wurde erstmals 2009 im Münchner Heyne Verlag veröffentlicht.

## Handlung
Auf dem Football-Feld der kleinen Stadt Bixby wird der farbige Highschool-Schüler Chidi ermordet und verbrannt. Zusammen mit einem Hausmeister möchte ein Polizist den Tatort inspizieren. Dunkle Wolken kommen auf und dicker schwarzer Regen geht über Bixby nieder. Er durchnässt die beiden, die plötzlich den Geschmack von Blut auf der Zunge schmecken. Grundlos beginnen sie sich anzugreifen.
Der Leser erfährt in mehreren parallel ablaufenden Handlungssträngen, wie der schwarze Regen die Einwohner Bixbys verändert – und die trocken Gebliebenen um ihr Überleben kämpfen.
Der Teenager Denise Gunderson, der bei seinen Nachbarn Lynn und John Foxworthes auf die kleine Kara aufpasst, und sich gegen ihren vom Regen überraschten Freund Tom zur Wehr setzen muss.
Die Foxworthes selbst befinden sich in einem Restaurant, als eine vom schwarzen Regen durchnässte, mordende Horde versucht, das Gebäude zu stürmen. Die trocken gebliebenen Gäste verbarrikadieren sich und nehmen den Kampf mit den schwarzen Monstern auf.
Zur gleichen Zeit wird Maureen O’Casey vom seltsamen Regen beim Ausliefern einer Pizza überrascht. Von unbändiger Mordlust getrieben, geht sie auf den Empfänger der Pizza los: Buddy, der einen Abend mit seinen Freunden verbringt. Der Leser bekommt mit, dass Buddy und seine beiden Freunde die Mörder des auf dem Football Feld verbannten Chidis sind. Buddy gelingt es Maureen zu überwältigen. Nachdem er Maureen in seiner Badewanne vom schwarzen Regen gereinigt hat, vergewaltigt der skrupellose Buddy sie. Maureen ist zu diesem Zeitpunkt wieder Herr ihrer Sinne – wie sich herausstellt, kann die Wirkung des schwarzen Regens durch Abwaschen beendet werden.
Der letzte Hauptcharakter ist Trev. Er ist Polizist und nimmt die Zeugenaussage von Lisa auf – der Ex-Freundin von Buddy. Lisa hat Buddy für Chidi verlassen – und vermutet hinter dem brutalen Mord an ihm einen Racheakt Buddys. Auf der Polizeiwache kommt es zu einer plötzlichen Schießerei durch einen vom schwarzen Regen getroffenen Polizisten. Trev kann diesen töten. Relativ schnell vermuten Trev, Lisa und deren Mutter Francine, dass der Regen für die Verwandlung der Menschen verantwortlich ist. Der durch einen Müllanzug geschützte Trev und die beiden Frauen begeben sich zunächst auf Suche nach Maureen, Trevs heimlicher Liebe. Als sie diese nicht finden, kommt die Gruppe nach einem Gespräch auf eine mögliche Ursache für den seltsamen, schwarzen Regen: der Großvater des ermordeten Chidis soll der dunklen Magie mächtig sei. Daher begibt sich Trev zum Großvater von Chidy. Dort angekommen entdeckt er den Großvater, der ganz offensichtlich ein Voodoo-Ritual durchführt. Trev erschießt den Großvater – und der schwarze Regen hört auf zu fallen.
Zuvor kommt es zum Showdown im Haus der Foxworthes: Buddy und seine Freunde, die Lisa zum Schweigen bringen wollen, vermuten irrtümlicherweise, dass Lisa als Babysitterin bei den Foxworthes arbeitet. Als sie Denise, Kara und Tom vorfinden, lindert dies ihren Morddurst nicht. Als die drei schon verloren scheinen, taucht Maureen auf und tötet ihren Peiniger Buddy.
Am Ende treffen Lynn und John beim Haus ein und umarmen überglücklich ihre Tochter Kara – auch der Cop Trev und Maureen finden schließlich zueinander.

## Rezensionen
Thomas Harbach bemängelt bei sf-radio.net, dass „das Buch nicht zufrieden stellend abgeschlossen [wird], es gibt für die Leiden seiner vielen Charaktere keine Katharsis, keinen klassischen Showdown. Im Gegensatz zu den oft überdrehten, blutigen Endkämpfen – siehe „Das Spiel“ oder „Die Insel“ – ist das Ende des Buches ein Antihöhepunkt und wirkt ohne viel Nachdenken niedergeschrieben.“
Zusammenfassend beurteilt Harbach den Roman wie folgt: „[…] „One Rainy Night“ [ist] ideentechnisch eines von Richard Laymon besseren Büchern, das an einer lustlosen Auflösung der Prämisse krankt. Die Figuren sind zufrieden stellend bis sehr gut beschrieben. Die Erzählstruktur ist deutlich stringenter als in vielen seiner anderen Bücher. Vor allem verzichtet der Autor auf die teilweise die Handlung unnötig aufblähenden und klischeehaften Rückblenden, sondern entwickelt seine Figuren alleine aus dem laufenden Plot heraus.“